# Неможливе кохання
«Неможливе кохання» (фр. Un amour impossible) — французько-бельгійський драматичний фільм 2018 року, поставлений режисеркою Катрін Корсіні за однойменним романом Крістін Анґо. У 2019 році фільм було номіновано в 4-х категоріях на здобуття французької національної кінопремії «Сезар» .

## Сюжет
Кінець 1950-х років. Рашель — скромна офісна працівниця. Якось вона зустрічає Філіппа, молодика з багатої і впливової сім'ї. Пристрасть, яка спалахує між ними, призводить до того, що в них народжується дочка Шанталь. Але Філіпп, попри те, що в нього тепер є дитина, не бажає одружуватися з дівчиною, що стоїть на нижчому рівні соціальних щаблів, аніж він. Рашель вирішує виховати Шанталь сама, перепиняючи усі можливі втручання з боку батька.

## У ролях
| • Вірджинія Ефіра | … | Рашель             |
| • Нільс Шнайдер   | … | Філіпп             |
| • Женні Бет       | … | Шанталь (доросла)  |
| • Естель Лескур   | … | Шанталь (підліток) |
| • Коралі Руссьє   | … | Ніколь             |
| • Іліана Забет    | … | Габі Шварц         |
| • Катрін Марло    | … | бабуся             |
| • П'єр Сальвадорі | … | лікар              |
| • Гаель Камілінді | … | Франк              |

## Знімальна група
- Автори сценарію — Катрін Корсіні, Лоретт Полмансс (за романом Крістін Анґо «Неможливе кохання», 2015)
- Режисер-постановник — Катрін Корсіні
- Продюсер — Елізабет Перез
- Асоційований продюсер — Філіпп Логі
- Співпродюсери — Анна-Лор Лабаді, Жан Лабаді, Патрік Кіне
- Оператор — Жанна Лапуарі
- Композитор — Грегуар Етзель
- Монтаж — Фридерик Бейєеш
- Художник-костюмер — Вірджинія Монтель
- Артдиректор — Тома Салабер

## Нагороди та номінації
| Список нагород та номінацій              | Список нагород та номінацій | Список нагород та номінацій    | Список нагород та номінацій     | Список нагород та номінацій | Список нагород та номінацій |
| Кінофестиваль/Кінопремія                 | Рік                         | Категорія                      | Номінант(и)                     | Результат                   | Дж                          |
| ---------------------------------------- | --------------------------- | ------------------------------ | ------------------------------- | --------------------------- | --------------------------- |
| Роттердамський міжнародний кінофестиваль | 2019                        | Приз глядацьких симпатій       | Неможливе кохання               | Номінація                   |                             |
| Премія «Люм'єр»                          | 4.02.2019                   | Найкраща акторка               | Вірджинія Ефіра                 | Номінація                   |                             |
| Премія «Кришталевий глобус»              | 5.02.2019                   | Найкраща акторка               | Вірджинія Ефіра                 | Номінація                   | [ 5 ]                       |
| Премія «Сезар»                           | 22.02.2019                  | Найкраща акторка               | Вірджинія Ефіра                 | Номінація                   | [ 2 ]                       |
| Премія «Сезар»                           | 22.02.2019                  | Найперспективніша акторка      | Женні Бет                       | Номінація                   | [ 2 ]                       |
| Премія «Сезар»                           | 22.02.2019                  | Найкращий адаптований сценарій | Катрін Корсіні, Лоретт Полмансс | Номінація                   | [ 2 ]                       |
| Премія «Сезар»                           | 22.02.2019                  | Найкраща музика до фільму      | Грегуар Етзель                  | Номінація                   | [ 2 ]                       |